# Clytra aliena
Clytra aliena Weise, 1897 — вид жуків-листоїдів з підродини клітрин.
Надкрила жука помаранчево-червоні, з єдиною чорною плямою на плечі. Довжина тіла самця близько 9 мм, тіла самиці — 8,3 мм.
Поширений у Туреччині, у північних та центральних провінціях. Вважався її ендеміком, але 2002 року виявлений і в Греції.